# Ya es hora
Ya es hora è un singolo della cantautrice spagnola Ana Mena e dei cantanti statunitensi Becky G e De La Ghetto, pubblicato il 16 marzo 2018 dall'etichetta Sony Music España come sesto estratto dal primo album in studio Index di Ana Mena.

## Descrizione
Il brano, scritto dallo stesso De La Ghetto con David Augustave Picanes, Maria José Fernández e Pablo Christian Fuentes, è prodotto da Bruno Nicolás Fernández, in arte Dabruk.

## Video musicale
Il video musicale è stato pubblicato in concomitanza all'uscita del brano attraverso il canale YouTube di Ana Mena.

## Tracce
Testi di Rafael E. Castillo Torres, David Augustave Picanes, Maria José Fernández e Pablo Christian Fuentes, musiche di Bruno Nicolás Fernández e José Luis de la Peña Mira.
1. Ya es hora – 3:26

## Formazione
Musicisti
- Ana Mena Rojas – voce
- Rebbeca Marie Gomez – voce
- Rafael E. Castillo Torres (De La Ghetto) – voce
- Bruno Nicolás Fernández (Dabruk) – programmazione, cori, tastiere
- David Augustave Picanes – voci di sottofondo
- Juan Guevara – chitarra

Produzione
- Bruno Nicolás Fernández (Dabruk) – produzione, registrazione
- José Luis de la Peña Mira – produzione esecutiva
- Felipe Guevara – missaggio
- Mike Kalajian – masterizzazione

## Classifiche
| Classifica (2018) | Posizione massima |
| ----------------- | ----------------- |
| Spagna            | 29                |